# Billy Bob Thornton

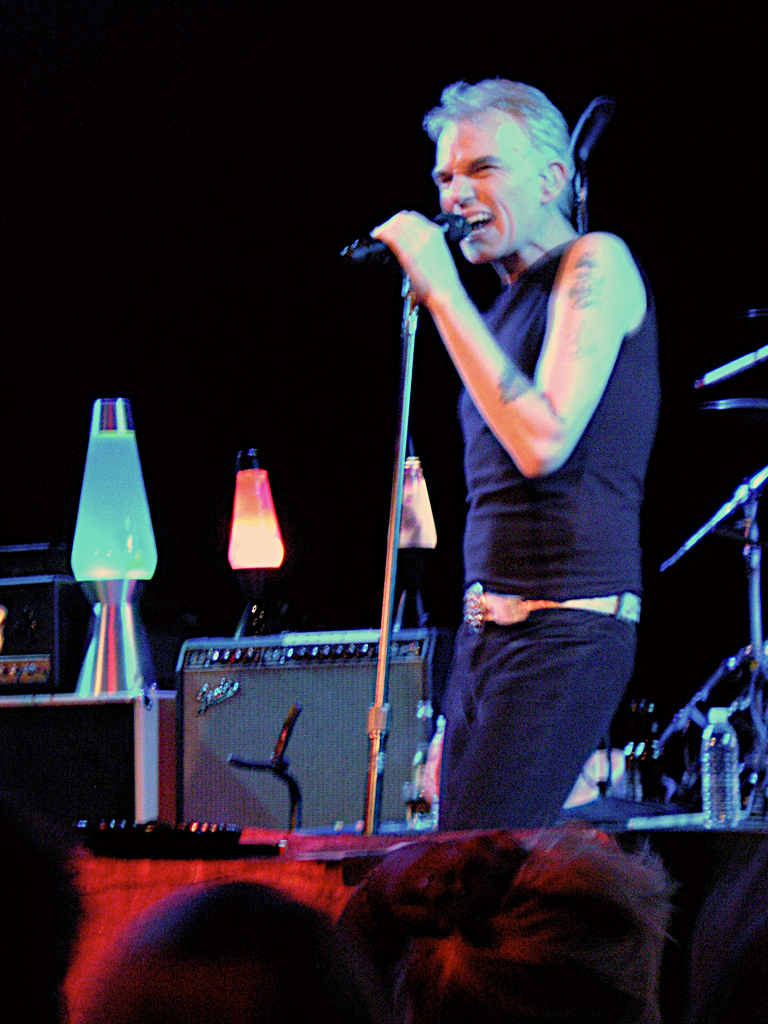
Thornton och hans band The Boxmasters på en konsert i San Francisco, september 2007.

Billy Bob Thornton, född 4 augusti 1955 i Hot Springs, Arkansas, är en amerikansk skådespelare, manusförfattare, musiker och filmregissör.
Han vann Oscar för bästa manus efter förlaga 1997 till filmen Sling Blade (1996) och har nominerats till två andra Oscars. Vid Golden Globe-galan 2015 prisades han i kategorin Bästa manliga huvudroll i en miniserie för rollen som Lorne Malvo i TV-serien Fargo. Vid Golden Globe-galan 2017 vann han pris för sin roll i Goliath.

## Privatliv
Billy Bob Thornton har varit gift sex gånger, bland annat med skådespelerskan Angelina Jolie (gifta 5 maj 2000, skilda i maj 2003). Har fem barn med tre olika kvinnor. Han och Jolie adopterade även ett barn tillsammans, som senare adopterades av Brad Pitt.

## Filmografi (i urval)
- 1993 – One False Move (även manus)
- 1993 – Blood In Blood Out
- 1993 – Ett oanständigt förslag
- 1994 – På farlig mark
- 1996 – Sling Blade (även manus och regi)
- 1997 – Prinsessan Mononoke (röst)
- 1997 – U-Turn
- 1997 – Aposteln
- 1998 – Spelets regler
- 1998 – En enkel plan
- 1998 – Armageddon
- 1998 – På farlig mark
- 1999 – Allt under kontroll
- 2000 – Dessa vackra hästar (regi)
- 2000 – The Gift (manus)
- 2001 – The Man Who Wasn't There
- 2001 – Monster's Ball
- 2001 – Bandits
- 2002 – Waking Up in Reno
- 2003 – Levity
- 2003 – Intolerable Cruelty
- 2003 – Love Actually
- 2003 – Bad Santa
- 2004 – The Alamo
- 2004 – Friday Night Lights
- 2006 – Nördskolan
- 2006 – The Astronaut Farmer
- 2007 – Mr. Woodcock
- 2008 – Eagle Eye
- 2011 – Mästerkatten (röst)
- 2014 – The Judge
- 2014–2017 – Fargo (TV-serie)
- 2014 – Robot Chicken (TV-serie)
- 2014 – The Big Bang Theory (TV-serie)
- 2016 – American Dad! (TV-serie) (röst)
- 2016–2021 – Goliath (TV-serie)
- 2018 – London Fields
- 2022 – The Gray Man
- 2022 – Harley Quinn (TV-serie)
- 2024 – Landman (TV-serie)
- 2025 – Passagen

## Diskografi

### Album
- 2001 - Private Radio
- 2003 - The Edge of the World
- 2005 - Hobo
- 2007 - Beautiful Door